# 三木市緑が丘スポーツ公園
三木市緑が丘スポーツ公園（みきしみどりがおかスポーツこうえん）は、兵庫県三木市緑が丘町西に所在する都市公園（近隣公園）である。

## 概要

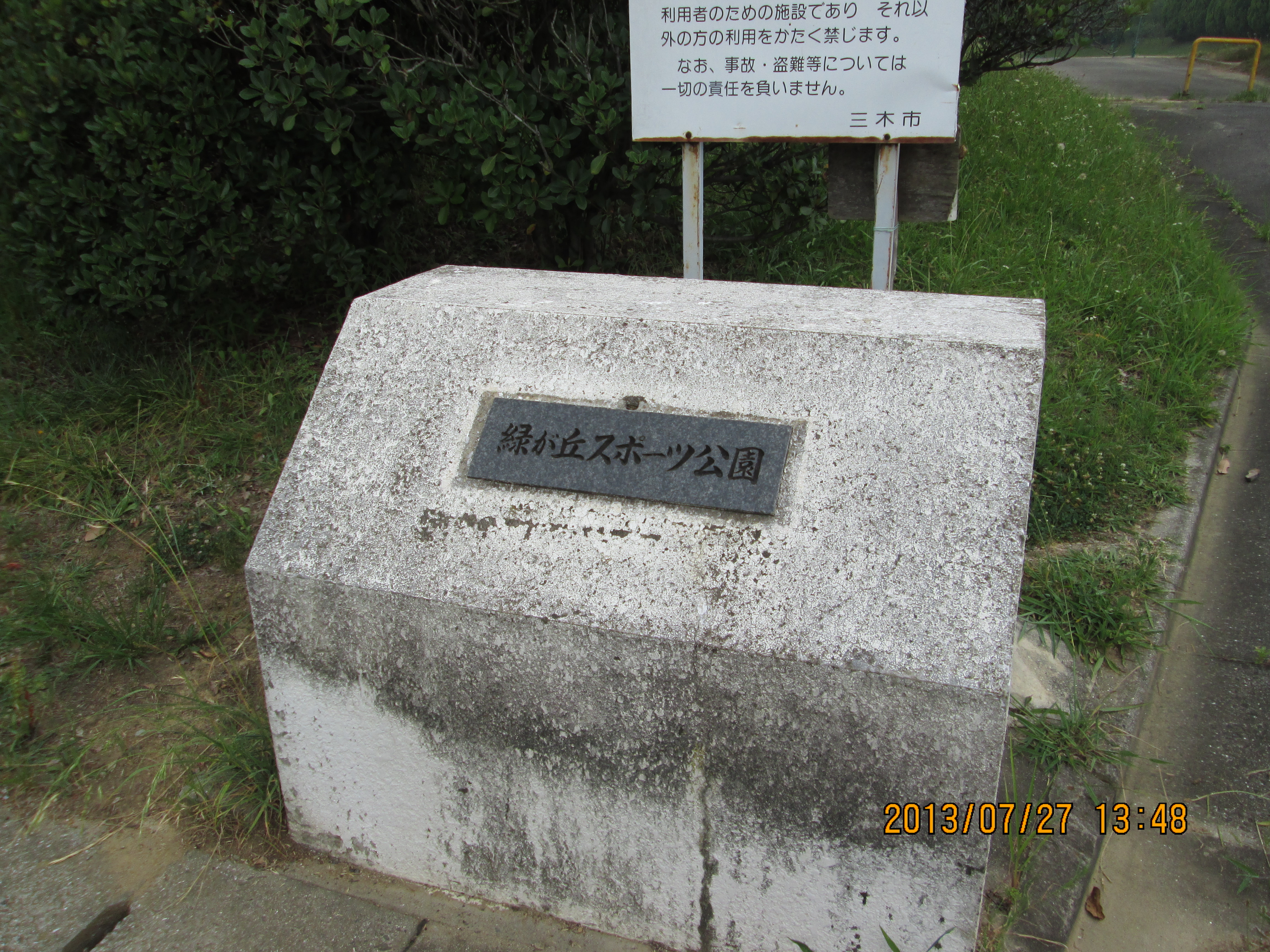
看板

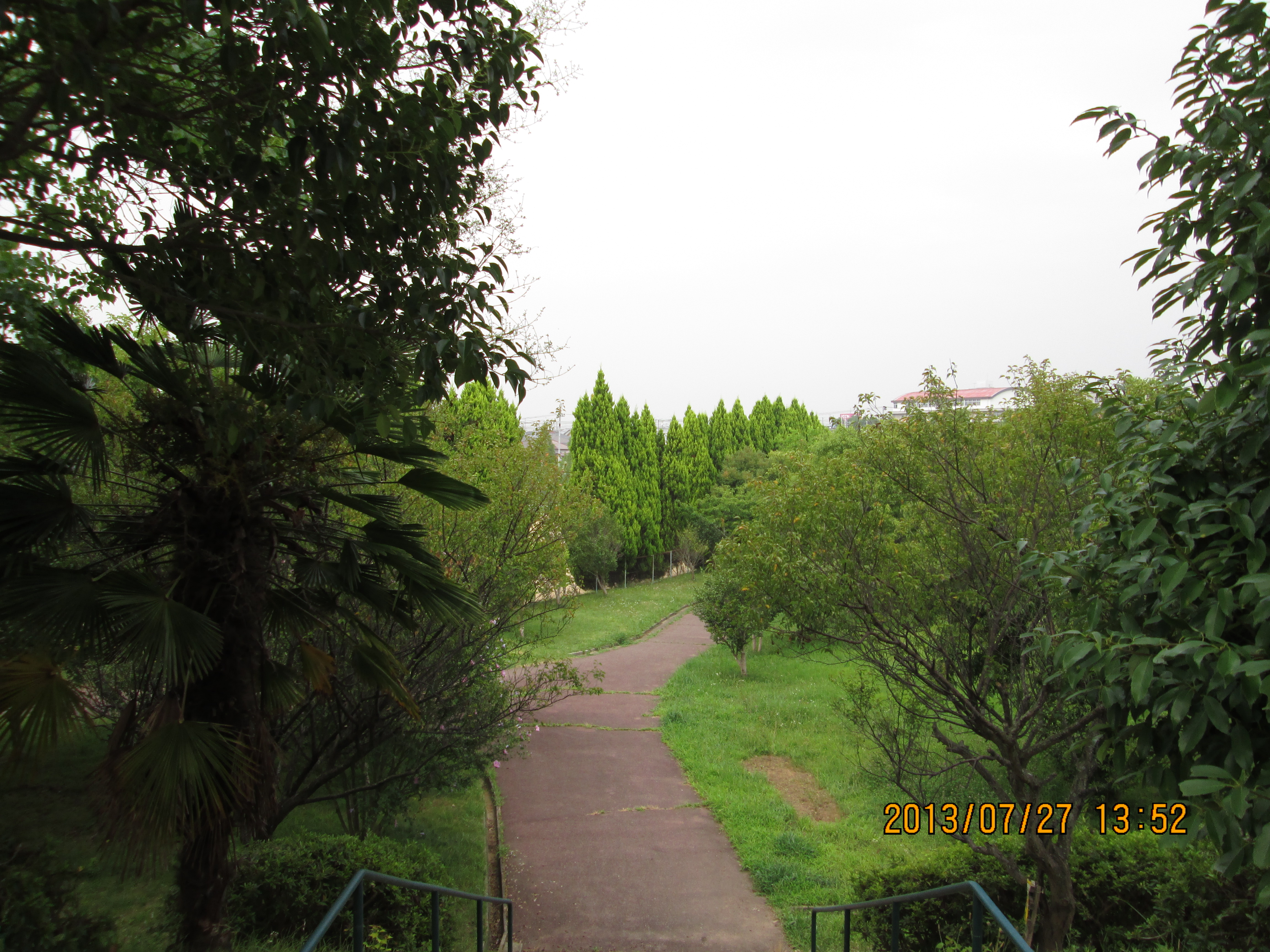
遊歩道

- 住民の余暇利用と体力の向上を目的として作られた公園であり、[1]公園の管理運営に指定管理者制度を導入している。

## 沿革
- 1987年7月 - 建設を開始する。[1]
- 1987年10月25日 - 完成する。[4] [5] [6]
- 1987年11月1日 - 開園する。[1]
- 2013年4月1日 - 指定管理者がみきスポーツパートナーズになる。[2]

## 設備
- 多目的グラウンド - 真砂土舗装であり、野球・サッカーをすることを目的に使用しているがその他の競技も使える。[1]有料であるが、但し、三木市・明石市・加古川市・西脇市・高砂市・小野市・加西市・加東市・多可郡多可町・加古郡稲美町・同郡播磨町在勤・在住者は優先料金で利用できるが、それ以外は割高である。[2]
- テニスコート - 八面あり、[1]有料であるが、但し、三木市・明石市・加古川市・西脇市・高砂市・小野市・加西市・ 加東市・多可郡多可町・加古郡稲美町・同郡播磨町在勤・在住者は優先料金で利用できるが、それ以外は割高である。[2]
- 児童広場 - 動物遊具・鉄棒・砂場がある。[1]
- 管理棟 - 当公園を管理している。[1]

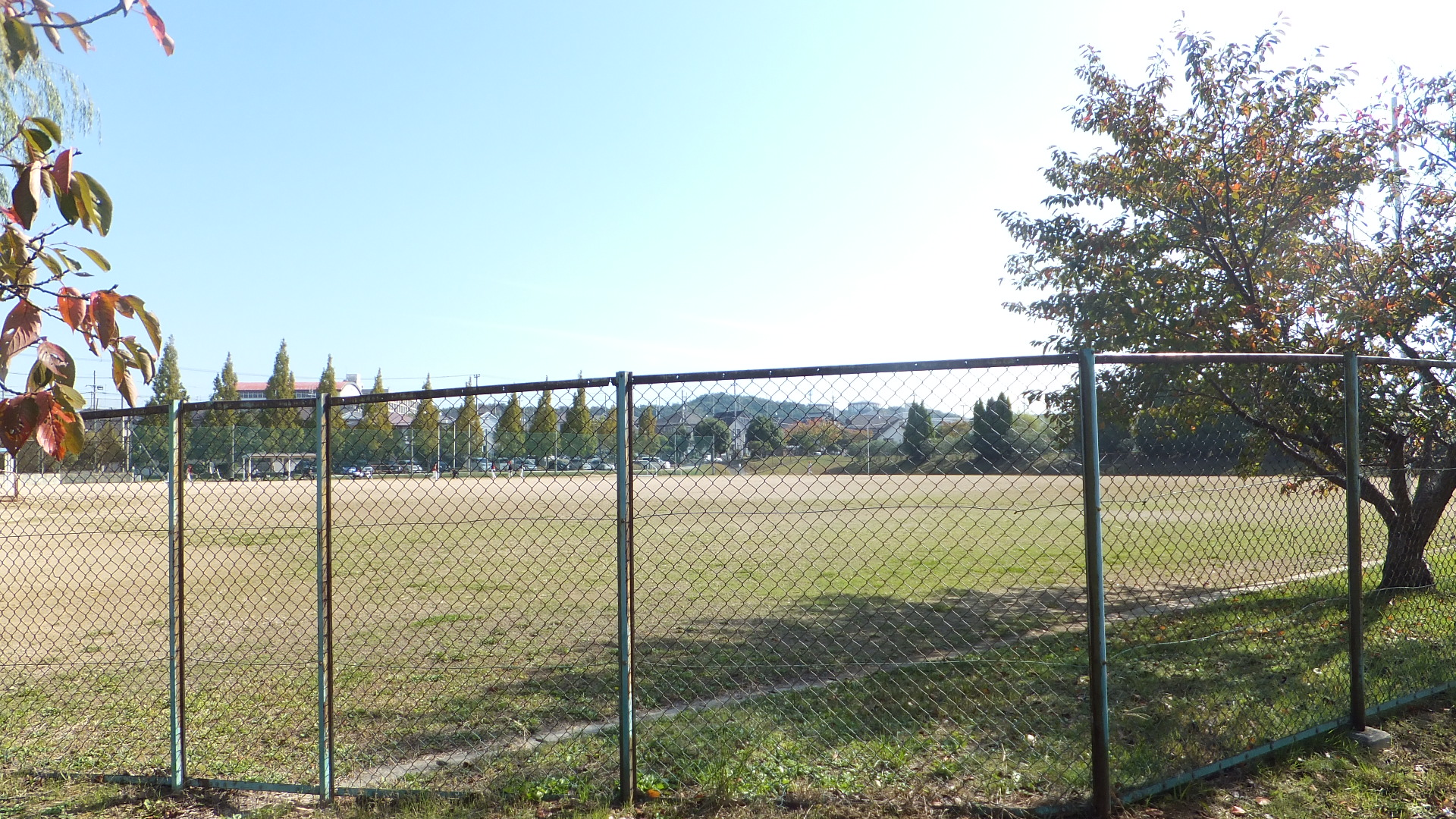
多目的グラウンド
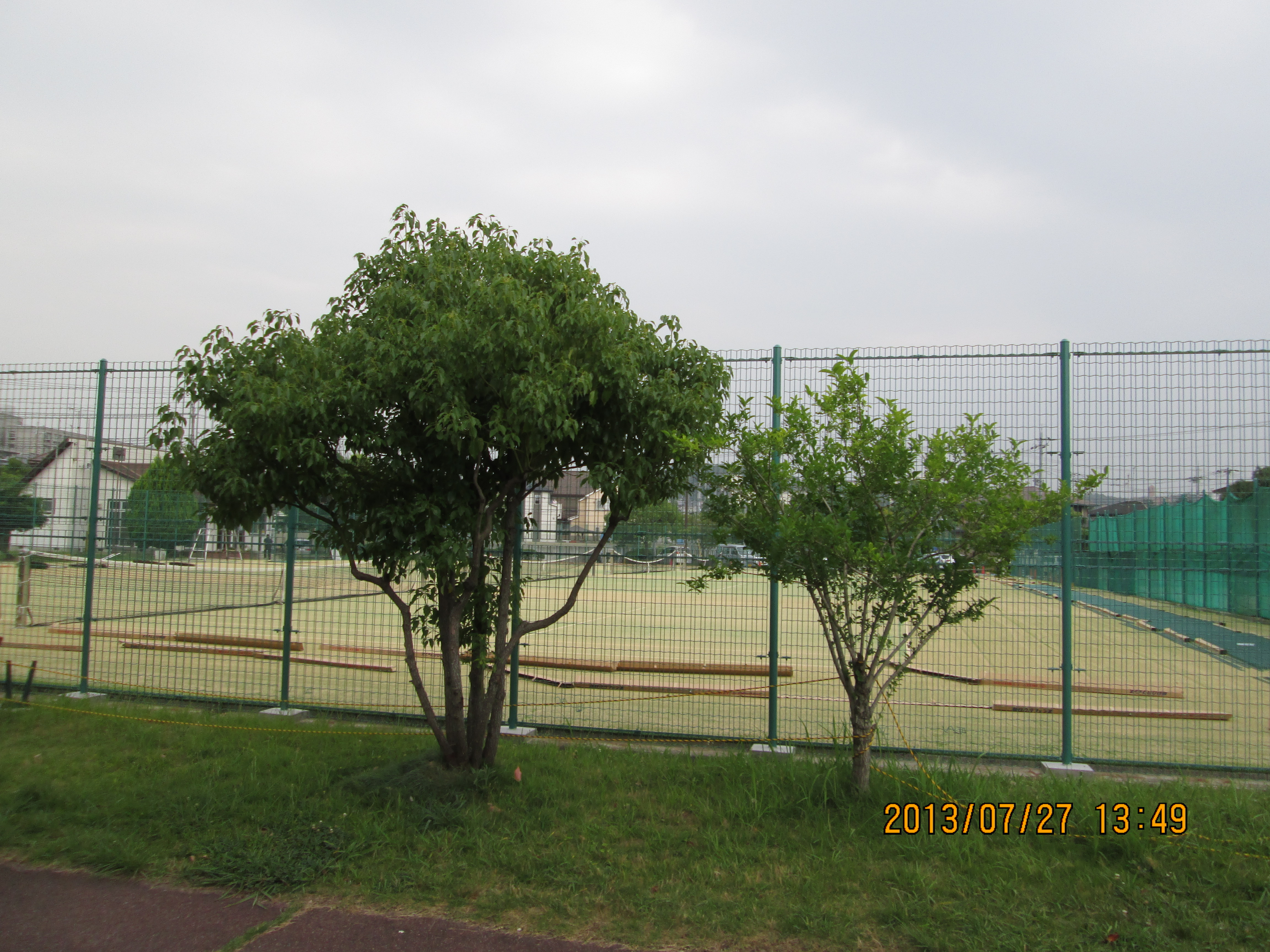
テニスコート
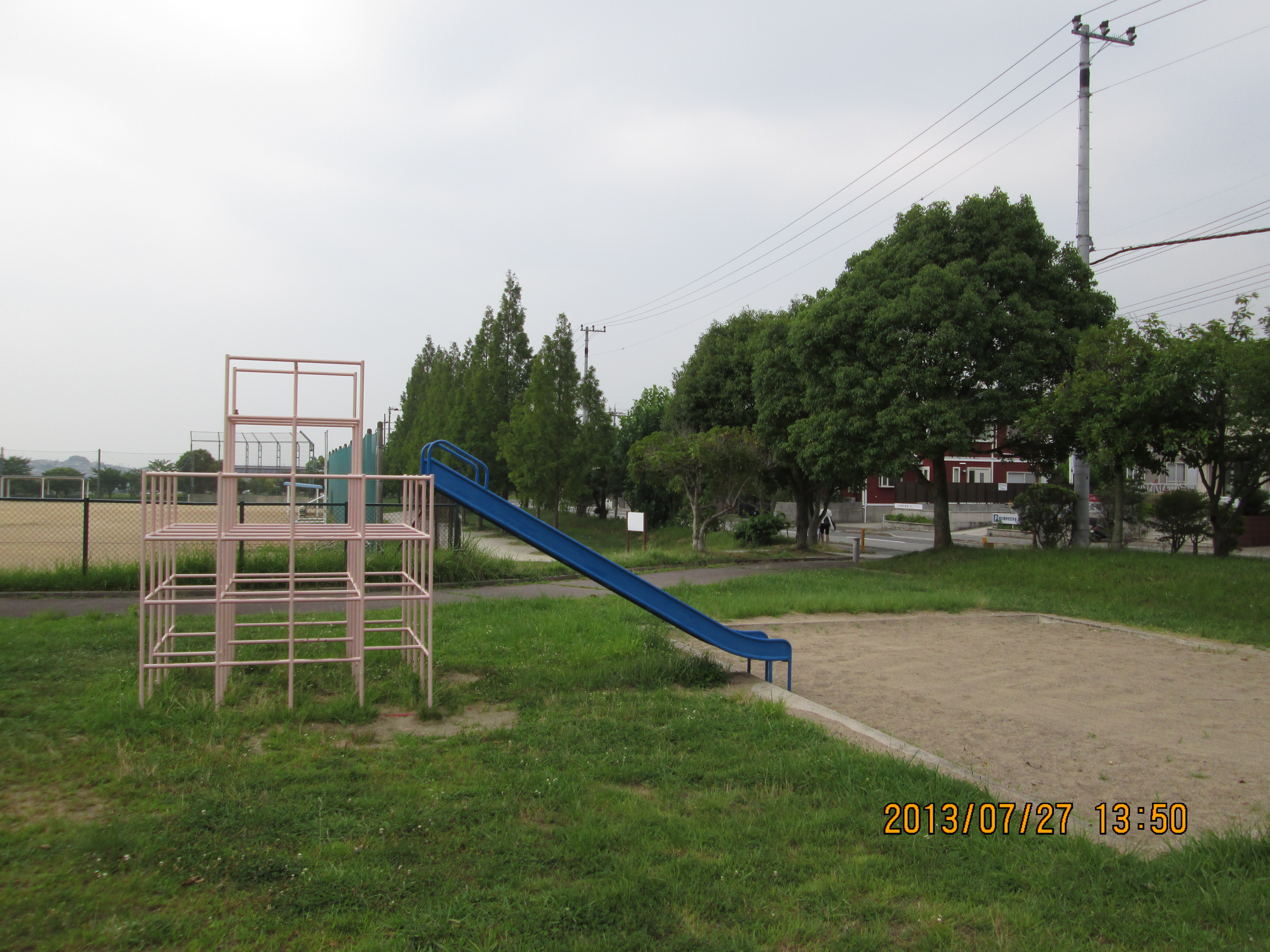
児童広場
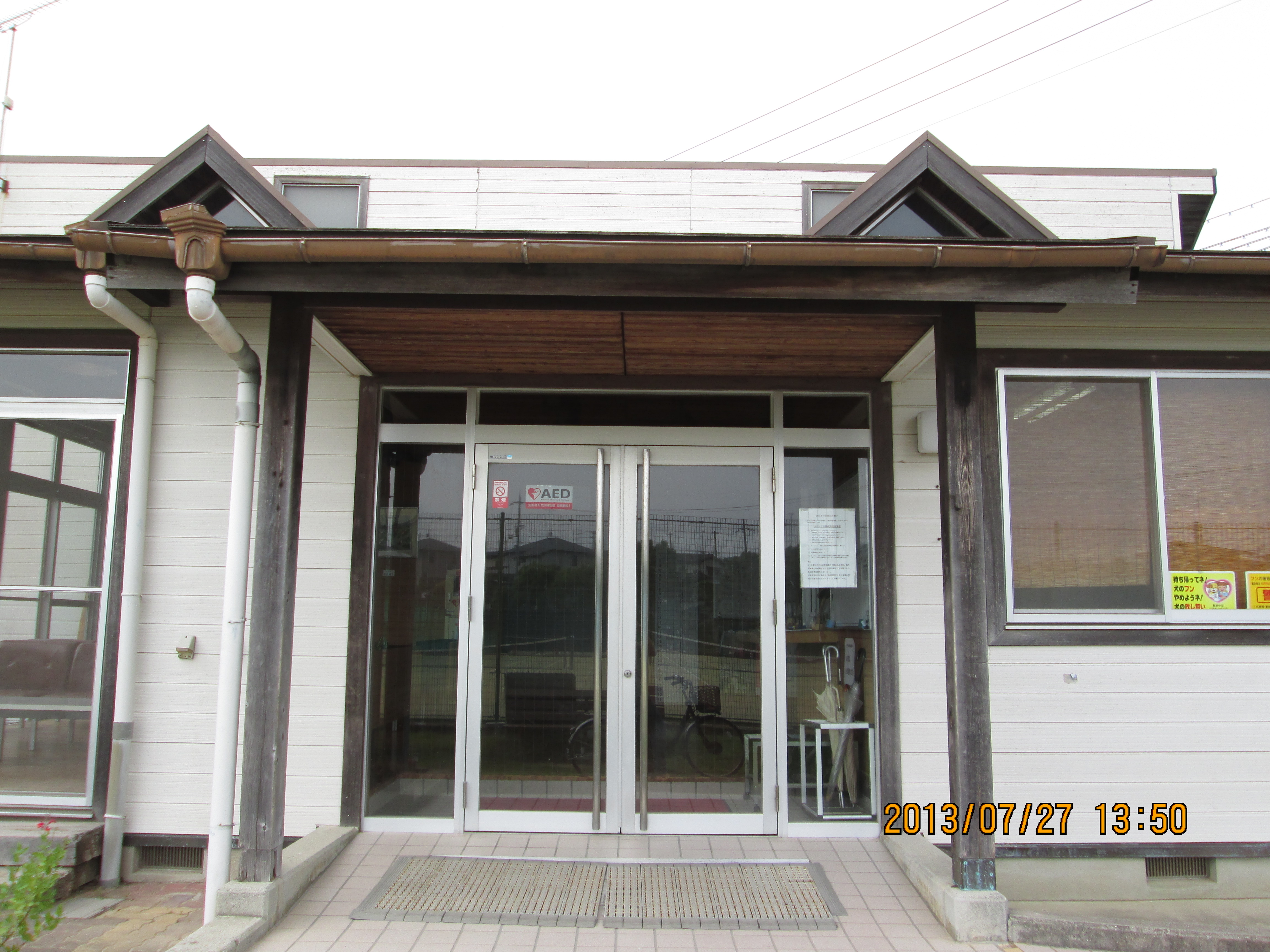
管理棟

## 営業期間
- 野球場・テニスコート共に毎週火曜日と12月28日から翌月の1月4日以外。

## アクセス

### 自動車
- 兵庫県道22号神戸三木線広野交差点から約5分